# The French Review
The French Review è un periodico statunitense di lingua e letteratura francese, fondato nel 1927 dall'AATF (American Association of Teachers of French), che si occupa anche di cinema, linguistica, pedagogia e altri aspetti della cultura francofona. Il suo sottotitolo, "Devoted to the Interests of Teachers of French", ne spiega in qualche modo la finalità. È stata negli anni diretta da James Mason (1927-29), Hélène Harvitt (1930-54), Julian Harris (1955-61), Leon Roudiez (1962-64), John Kneller (1965-67), Jacques Hardré (1968-73), Stirling Haig (1974-85), Ronald Tobin (1986-98), Christopher Pinet (1998-2010) ed Edouard Ousselin (dal 2010).